# Wolodja (Tschechow)

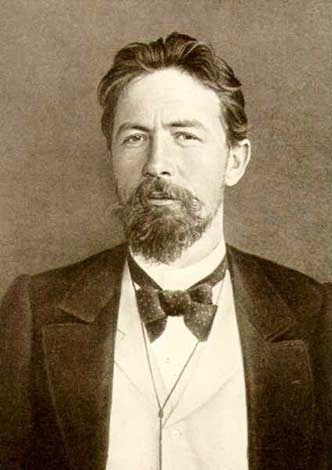
Anton Tschechow

Wolodja (russisch Володя), auch Seine erste Liebe (russ. Его первая любовь), ist eine Erzählung des russischen Schriftstellers Anton Tschechow, die am 1. Juni 1887 in der Peterburgskaja gaseta erschien.
Wladimir Czumikows Übertragung ins Deutsche kam 1904 bei Diederichs in Jena heraus. Andere Übersetzungen: 1890 ins Serbokroatische (Волоћа), 1899 ins Schwedische (Volodja), 1887 ins Ungarische (Vologya), 1917 ins Englische (Volodya) und 1922 ins Französische (Volôdia).
Trotz der Präsenz seiner Mutter ist Wolodja im Grunde allein. In den letzten Minuten seines Lebens muss er zweimal an den geliebten Vater denken – wie beide längst versunkene Tage in Mentone verlebten.

## Inhalt
Der 17-jährige Gymnasiast Wolodja wird vom Erzähler als „ein häßlicher, schwächlicher, schüchterner Jüngling“ beschrieben. Zudem will sich die Halbwaise Wolodja vor schulischer Prüfung – zum Beispiel im Fach Mathematik – mit erfundener Krankmeldung drücken. Zusammen mit seiner Mutter Marja Leontjewna, einer geborenen Baronesse Kolb, hält sich der Junge auf dem Lande bei der entfernten Verwandten Madame Lilli Schumichina auf. Lillis Ehemann, der verstorbene General Schumichin und Wolodjas verstorbener Vater waren Cousins. Lilli hat keine hohe Meinung von ihrem Besuch. Die leichtsinnige, verwöhnte Marja zahle ihre Spielschulden nie und nutze gern das Eigentum der anderen. Marja hat bereits zwei Vermögen durchgebracht – das eigene und das ihres Mannes. So muss sie nun in der Stadt in bescheidenen Verhältnissen zur Miete wohnen. Obwohl es nur zwei Bahnstationen sind, begleitet Wolodja die Mutter äußerst ungern zweimal in der Woche ins Landhaus der Schumichins. Doch an dem Vortage zu dieser leidigen Mathematikprüfung verliebt sich Wolodja dort auf dem Lande in die zirka 30-jährige Anna Fjodorowna – Njuta genannt. Diese laute, lachlustige verheiratete Frau ist Lillis Cousine. Wolodja macht Njuta zwei Liebeserklärungen. Bei der ersten darf der Junge noch die Taille der gesunden, kräftigen, rosigen Frau umfassen, doch bei der zweiten weist Njuta den Kleinen in seine Schranken: „Jetzt muß ich aber gehen... Wie unschön, wie armselig Sie sind... Pfui, häßliches Entlein!“
Alles ist hässlich, denkt Wolodja und fährt mit der Mutter in die Stadtwohnung zurück. Darin leben mehrere Mieter. Im Zimmer des gerade abwesenden Parfümeurs Awgustin Michailytsch greift Wolodja nach dem Revolver, schiebt ihn sich in den Mund und drückt ab. Dazu der Erzähler: „Der Schuß ging los... Eine unheimliche Gewalt stieß Wolodja in den Nacken, er fiel mit dem Gesicht vornüber auf den Tisch, mitten hinein in die Flakons...“

## Hintergrund
Oben skizzierte Version folgt der Textrevision Anton Tschechows aus dem Jahr 1890. 
Am 30. Dezember 1887 hatte Dmitri Grigorowitsch in einem Brief an den Verfasser Gedanken geäußert, die in jene Endfassung (erweitert um die zweite Liebeserklärung und den Suizid) eingeflossen sein könnten. In seinen brieflichen Antworten vom 12. Januar und vom 5. Februar 1888 habe sich Anton Tschechow kritisch mit der Selbstmordvariante auseinandergesetzt.

## Deutschsprachige Ausgaben

### Verwendete Ausgabe
- Wolodja , S. 427–441 in Gerhard Dick (Hrsg.) und Wolf Düwel (Hrsg.): Anton Tschechow: Das schwedische Zündholz. Kurzgeschichten und frühe Erzählungen. Deutsch von Georg Schwarz. 668 Seiten. Rütten & Loening, Berlin 1965 (1. Aufl.)